# 光林寺 (新潟市)
光林寺（こうりんじ）は、新潟県新潟市中央区にある浄土真宗本願寺派の寺院。山号は伊南山。本尊は阿弥陀如来。

## 歴史
この寺は、慶長年間（1596年 - 1615年）に創建されたのに始まるとされる。その後たびたび焼失し、現在の建物は大正年間（1912年 - 1926年）に再建されたものである。

## 墓所
- 石川侃斎（江戸時代後期の画家）

## 交通アクセス
- BRT萬代橋ライン 「古町」停留所より徒歩すぐ

座標: 北緯37度55分19.6秒 東経139度2分30.9秒 / 北緯37.922111度 東経139.041917度